# Resultomonas
Resultomonas, monotipski rod zelenih algi smješten u vlastitu porodicu Resultomonadaceae, jedna od dvije u redu Marsupiomonadales. Jedina vrsta je morska alga R. moestrupii.

## Sinonimi
- Pedinomonas mikron Throndsen 1969
- Resultor mikron Moestrup 1991